# Alysia incongrua
Alysia incongrua är en stekelart som beskrevs av Christian Gottfried Daniel Nees von Esenbeck 1834. Alysia incongrua ingår i släktet Alysia och familjen bracksteklar. Arten är reproducerande i Sverige. Inga underarter finns listade i Catalogue of Life.